# Dicke (Lied)
Dicke ist ein Lied des deutschen Sängers Marius Müller-Westernhagen. Es erschien auf dessen LP Mit Pfefferminz bin ich dein Prinz aus dem Jahr 1978 und ist dort 4:05 Minuten lang. Zudem erschien im April 1981 eine Reggae-Version des Liedes als B-Seite der Single Von drüben.

## Text
Das Lied handelt von zahlreichen Nachteilen, die das Dicksein mit sich bringe. Diese sind teils mitleidig, teils spöttisch und beleidigend formuliert. Dazu zählt er Atemnot, Blähungen und andere Verdauungsprobleme, starkes Schwitzen, Probleme beim Kleidungskauf sowie verschiedene unvorteilhaft aussehende Körperteile und schlechte Chancen bei Frauen.
…Dicke haben Blähungen

Dicke ham ’nen dicken Po

Und von den ganzen Abführmitteln

Rennen Dicke oft aufs Klo

Und darum, ja darum bin ich froh, dass ich kein Dicker bin

Denn dick sein ist ’ne Quälerei

Ja ich bin froh, dass ich so’n dürrer Hering bin

Denn dünn bedeutet frei zu sein

– Dicke
Das Lied endet mit einer gesungenen 32-fachen Wiederholung des Wortes „Dicke“ und dem anschließenden Ausspruch „na, du fette Sau“.

## Rezeption
Der Text des Liedes war sehr umstritten und wurde vielfach als diskriminierend empfunden. Viele Radiostationen boykottierten das Lied. Westernhagen selbst wollte das Lied als Satire und Gesellschaftskritik gemeint haben; er habe sich stets bemüht, Dinge auszusprechen, die die Leute sonst nur hinter vorgehaltener Hand gesagt hätten. Er habe den Leuten, also auch denen mit Vorurteilen gegenüber Dicken, nur den Spiegel vorgehalten. Daher hätten sehr viele Dicke das Lied als Befreiung empfunden. Im Jahr 2015 erklärte Müller-Westernhagen, das Lied nicht mehr auf seinen Konzerten zu spielen.
Der selbst schwergewichtige Musiker „Herman D German“ coverte die Nummer 2004. Auch ein Musikvideo wurde dazu veröffentlicht.
Die ebenfalls aus Düsseldorf stammende Punk-Band Die Toten Hosen verwendete häufig auf ihren Livekonzerten eine eigene Interpretation des Liedes. Anstatt Übergewichtige sind hier Bewohner der Stadt Köln Ziel der Satire. Sänger Campino sang hier, dass er froh sei, Düsseldorfer zu sein (als Ersatz für dürrer Hering) und Kölner zu blöd (anstatt zu dick) zum Fliehen seien. Ansonsten wurde im Text nur Dicke mit Kölner ausgetauscht. Die Melodie blieb die gleiche.